# Kostjantyn Miljajev
Kostjantyn Serhijovič Miljajev (in ucraino Костянтин Сергійович Міляєв?; Novokuzneck, 23 ottobre 1987) è un tuffatore ucraino che ha rappresentato il suo Paese ai giochi olimpici di Pechino 2008.

## Biografia
Miljaev è nato in Unione Sovietica nel 1987, nell'oblast' russo di Kemerovo (Siberia).
Dopo ottimi risultati stagionali, ha ottenuto la qualificazione ai Giochi olimpici di Pechino 2008 nel concorso dei tuffi dalla piattaforma 10 metri, dove ha concluso la gara, poi vinta in finale dall'australiano Matthew Mitcham, al ventesimo posto.
Nel 2009 ha partecipato alla XXV Universiade di Belgrado, vincendo la medaglia d'oro nella piattaforma 10 metri, lasciando alle sue spalle il messicano Rommel Pacheco ed il cinese Wang Zihao.
Ai Campionati mondiali di nuoto di Roma 2009, sempre nella piattaforma 10 metri ha ottenuto il nono posto nel turno preliminare. In semifinale si è piazzato al quattordicesimo posto e non è riuscito ad accedere alla fase finale.

## Palmarès
- Europei di nuoto

Budapest 2006: bronzo nella piattaforma 10 m
- Universiade

Belgrado 2009: oro dalla piattaforma 10 metri